# Campo Maior kommun, Brasilien
Campo Maior är en kommun i Brasilien.   Den ligger i delstaten Piauí, i den östra delen av landet, 1 400 km nordost om huvudstaden Brasília. Antalet invånare är 45 180.
Följande samhällen finns i Campo Maior:
- Campo Maior

Omgivningarna runt Campo Maior är huvudsakligen savann. Runt Campo Maior är det glesbefolkat, med 16 invånare per kvadratkilometer.